# Desertobia nocturna
Desertobia nocturna là một loài bướm đêm trong họ Geometridae.